# Instituto Nacional de Infectologia Evandro Chagas
O Instituto Nacional de Infectologia Evandro Chagas (INI) é uma unidade hospitalar vinculada à Fundação Oswaldo Cruz (Fiocruz), localizada no Campus Manguinhos, na cidade do Rio de Janeiro. Fundado em 1918, este é um serviço de referência em assistência às doenças infecciosas, bem como em pesquisa e formação nesta área. A instituição integra diversas redes nacionais e internacionais de pesquisa sobre condições como HIV/Aids, Covid-19, doença de Chagas, leishmaniose e outras.
No campo do Ensino, o INI disponibiliza cursos de pós-graduação Stricto Sensu, em "Pesquisa Clínica nas Doenças Infecciosas", e cursos Lato Sensu. Também são desenvolvidas atividades de iniciação científica, de capacitação de profissionais de nível médio, dentre outras.

## História
A origem do Instituto remonta à criação do Hospital de Manguinhos, em 1912, que foi idealizado para oferecer um serviço moderno capaz de prover respostas, principalmente, às epidemias e endemias. As edificações, projetadas pelo arquiteto Luiz Moraes Júnior, foram concluídas e inauguradas em 1918. A vocação desta instituição para o desenvolvimento de pesquisa científica surgiu logo no princípio com a destinação de verbas públicas para esta finalidade.
Em 1940, após a morte trágica, em um acidente aéreo, de Evandro Chagas, médico e filho de Carlos Chagas, o Hospital de Manguinhos passou a se chamar Hospital Evandro Chagas (HEC). Os anos seguintes foram caracterizados por baixos orçamentos, que determinaram um período de decadência do serviço, o qual só começou a ser revertido, a partir da década de 1980, com destaque para o período da Presidência de Sérgio Arouca (1985-1989), na Fiocruz.
Em 1986, o HEC identificou o seu primeiro caso da síndrome que viria a ser descrita como o HIV/Aids, iniciando, em pouco tempo, pesquisas sobre a doença emergente.
Refletindo contextos institucionais diversos, o HEC teve seu nome alterado algumas vezes. Centro de Pesquisa Clínica Hospital Evandro Chagas (CPqHEC) e Instituto de Pesquisa Clínica Evandro Chagas (Ipec) foram utilizados até 2010, quando foi adotado o atual: Instituto Nacional de Infectologia Evandro Chagas (INI).

## Laboratórios
O INI abriga uma série de laboratórios destinados ao desenvolvimento de pesquisas variadas:
- Laboratório de Bacteriologia e Bioensaios
- Laboratório de Pesquisa Clínica em Doença de Chagas
- Laboratório de Pesquisa Clínica em Doenças Febris Agudas
- Laboratório de Imunologia e Imunogenética em Doenças Infecciosas
- Laboratório de Pesquisa Clínica em Dermatologia Infecciosa
- Laboratório de Pesquisa Clínica em Dermatozoonoses em Animais Domésticos
- Laboratório de Pesquisa Clínica em Oftalmologia Infecciosa
- Laboratório de Pesquisa em Epidemiologia e Determinação Social da Saúde
- Laboratório de Epidemiologia Clínica
- Laboratório de Pesquisa Clínica em Medicina Intensiva
- Laboratório de Parasitologia
- Laboratório de Micologia
- Laboratório de Pesquisa Clínica em IST e Aids
- Laboratório de Pesquisa Clínica em Micobacterioses
- Laboratório de Pesquisa Clínica em Neuroinfecções
- Laboratório de Pesquisa Clínica e Vigilância em Leishmanioses
- Laboratório de Pesquisa em Imunização e Vigilância em Saúde